# CAHL 1934/35
Die Saison 1934/35 war die neunte reguläre Saison der Canadian-American Hockey League (CAHL). Meister wurden die Boston Cubs.

## Modus
In der Regulären Saison absolvierten die fünf Mannschaften jeweils 48 Spiele. Die drei bestplatzierten Mannschaften qualifizierten sich für die Playoffs. Die Playoffs wurden sowohl im Halbfinale, als auch im Finale, in einer Best-of-Five-Serie ausgetragen. Für einen Sieg erhielt jede Mannschaft zwei Punkte, bei einem Unentschieden einen Punkt und bei einer Niederlage null Punkte.

## Reguläre Saison

### Tabelle
Abkürzungen: GP = Spiele, W = Siege, L = Niederlagen, T = Unentschieden, GF = Erzielte Tore, GA = Gegentore, Pts = Punkte
|                     | GP | W  | L  | T  | GF  | GA  | Pts |
| ------------------- | -- | -- | -- | -- | --- | --- | --- |
| Boston Cubs         | 48 | 29 | 13 | 6  | 185 | 125 | 64  |
| Castors de Québec   | 48 | 23 | 19 | 6  | 141 | 123 | 52  |
| Providence Reds     | 48 | 19 | 17 | 12 | 124 | 144 | 50  |
| New Haven Eagles    | 48 | 16 | 23 | 9  | 125 | 145 | 41  |
| Philadelphia Arrows | 48 | 15 | 30 | 3  | 122 | 160 | 33  |

## Playoffs
|  | Halbfinale | Halbfinale        | Halbfinale |  |  | Finale | Finale          | Finale |
|  |            |                   |            |  |  |        |                 |        |
|  |            |                   |            |  |  |        |                 |        |
|  | 1          | Boston Cubs       |            |  |  |        |                 |        |
|  |            | Freilos           |            |  |  |        |                 |        |
|  |            |                   |            |  |  | 1      | Boston Cubs     | 3      |
|  |            |                   |            |  |  | 3      | Providence Reds | 0      |
|  | 2          | Castors de Québec | 1          |  |  |        |                 |        |
|  | 3          | Providence Reds   | 3          |  |  |        |                 |        |
|  |            |                   |            |  |  |        |                 |        |